# 高彥昭
高彥昭（？年—？年），原李正己下屬、唐朝工部尚書、御史大夫，曾守衛寧陵，擊退李希烈。

## 生平
李正己的兒子李納背叛朝廷。李納收押了高彥昭的妻子作為人質，派他去鎮守濮陽。
建中二年（781年），宣武節度使劉玄佐攻打濮陽，高彥昭以濮陽投順朝廷，李納一怒之下，將高彥昭的妻子、兒女全部殺害。

### 寧陵之戰
興元元年（784年），李希烈率軍五萬圍寧陵，車船相銜而進，連綿七十里。當時，劉玄佐下屬高彥昭和劉昌領僅三千軍馬共同守城，叛軍遣妖人求風，用火攻燒毀戰棚，鑿城牆打算登城。高彥昭撫劍登城，士氣大增、風向改變。劉昌和眾將商議，認為敵軍比我軍人數多了幾倍，不如佯裝退兵讓叛軍驕傲，再遣精銳軍隊，出其不意進攻，必能成功。高彥昭推辭說：“您再稍等一下，先要盡力而爲。 ”於是登城和眾人說：“中丞打算示弱，先讓城被攻陷後再奪回，此計策不錯，但今日本將負責守城，得失全憑城主。現在重傷的人需要供養，如果我們棄城而去，受傷的人們肯定死在城內，逃亡的人們將死於城外，我們都將葬送於此。 ”士兵聽後都流著淚下跪說明公就在這裏，有誰敢離開！劉昌聽後十分慚愧。高彥昭殺了自家的牛來犒軍，士兵為他死戰，斬首三千人。高彥昭軍向劉玄佐求援兵，屬下寫信，信中言城危在旦夕，高彥昭看了信說您這是在看輕我嗎？於是取過紙來自己寫信。劉玄佐拿到信後，很高興說現在有健將在西方鎮守，已無須擔心，選了八百精兵，趁夜晚結束前進城，叛軍不知。清晨時，叛軍圍城，士兵奮勇殺出，叛軍大敗。李希烈的旗被奪，叛軍遭斬殺萬計，唐軍一直追殺到襄邑，收叛軍的財寶糧食而回。劉玄佐上表表揚高彥昭的功勞，高彥昭升任爲御史大夫，實封百五十戶。
收復汴州後，高彥昭累功授潁州刺史。朝廷記載其忠，居州二十年不曾遷離，去世後，元和十年（815年），四月，朝廷追贈為陝州都督。

## 軼事
高彥昭為寧陵西城都知鎮遏使時，任命尚華為判官。當時高彥昭正打算向劉玄佐請求援軍，尚華作《上高中丞狀》呈給高彥昭，高彥昭不認可尚華的意見，親自索紙筆修改信件，言「看賊軍之勢，經常往西而去，這個月的月十八、十九日，我軍連續多天出師，乘其不意，生擒了敵方大將等三十五人。今見令所由，錮身送上，斬首三千二百級。賊徒膽破，軍勢不安，已有逃遁的跡象，我軍從早到晚奮戰抵抗，防範落入敵人奸計。將軍可高枕無憂。謹錄狀上。」劉玄佐得信後，感到欣慰，遣八百精兵救援，高彥昭大敗李希烈軍後，劉玄佐撰寫《勞高彥昭書》給高彥昭。

### 相關討論
葉夢得討論杜牧記劉昌守寧陵一事（《宋州寧陵縣記》），認為李希烈圍寧陵時，守將是高彥昭，劉昌只是其副手，守住寧陵，劉昌不能全攘其功，讓劉玄佐能拒守應是高彥昭，不是劉昌，高彥昭之所以沒能立傳，是因官位不甚顯就去世了，所以劉昌才得以為名。
《唐史演義》言李希烈親自督兵攻打寧陵，為高彥昭所破。

## 女兒
- 高妹妹，七歲時，為李納軍所殺。[4]